# Hoya Corporation
Hoya Corporation (яп. HOYA株式会社 Hoya Kabushiki Gaisha) — японская компания, работающая на рынке оптических систем. Ассортимент продуктов от контактных линз и очковых линз до лазерного оборудования.  Основана в 1941 году, став первой в Японии компанией по производству оптического стекла.
Единственная компания в мире, которая производит стеклянные пластины для перспективных жёстких дисков технологии HAMR; выручка от производства стеклянных пластин для ЖД принесла ей 35 % от совокупного дохода, а остальные 65 % — это доход от продаж контактных линз и очков.
Также, компания является одним из заметных мировых производителей фотографических фильтров и цифрозеркальных камер под торговой маркой Pentax
1 июля 2011 года объявлено о сделке между Hoya Corporation и Ricoh, подразумевающую передачу подразделения по производству фототехники Pentax Imaging Systems Division в ведение Ricoh 1 октября 2011 года.
Немецкая компания Bresser GmbH заказывает для своих топовых бинокуляров шлифовку стекол на заводе Hoya в Японии.